# Volvo V70
Volvo V70 er en personbilsmodel fra Volvo Cars, som er blevet bygget i 3 generationer siden 1996.

## Første generation (1996−2000)
Ved årsskiftet 1996/1997 fik Volvo 850 et ud- og indvendigt facelift og skiftede navn til Volvo S70 og V70, S70 var sedanmodellen og V70 stationcarmodellen. Bogstavet V i V70 stod for Versatility (mangesidighed). Bilen var dog næsten den samme som før. V70 blev bygget med flere forskellige motoralternativ, som f.eks. S og SE med en 2,4-liters (2.435 cm³ sugemotor med 144 (senere 140) hk, GLT med 164 (senere 170) hk og en lavtryksturboudgave af samme motor med 193 hk (som senere også kom med firehjulstræk). T5 havde en motor på 2,3 liter (2.319 cm³) med højtryksturbo som ydede 239 hk. Præcis som forgængeren 850 fandtes S70 og V70 også med en 5-cylindret dieselmotor på 2,5 liter (2.461 cm³) med 140 hk fra Volkswagen. I 1997 kom topmodellen V70R med en 5-cylindret fuldtryksturbomotor med 250 hk (med manuel gearkasse) eller 239 hk (med automatisk gearkasse). Man kunne vælge mellem forhjulstræk (FWD) eller mod merpris firehjulstræk (AWD). Sammen med V70R tilkom en ny farve, Volvos Safrangul som nu er en klassiker blandt Volvos farver. I 1999 blev V70R opgraderet, så den nu havde en motor på 265 hk og kun fandtes med firehjulstræk. Bilen kunne nu fås med en yderligere spektakulær farve, Laserblå, og denne R-model blev kun bygget i 333 eksemplarer. Ca. midt i 1999, da 1. generation af V70 nærmede sig slutningen af sin byggetid, kom en ny model, V70 Classic, som modelår 2000 og den havde i basisudførelse lidt mere ekstraudstyr end tidligere standardmodeller. Denne variant blev bygget mellem september 1999 og maj 2000, hvilket betød at 2. generation blev bygget sideløbende med 1. generation fra februar 2000. Anden generation blev bygget på Torslandafabrikken udenfor Göteborg mens V70 Classic blev bygget i Gent i Belgien. V70 Classic havde som standard en ny type af stofindtræk, men kunne også som tidligere V70-modeller være udstyret med delvist eller helt læderindtræk. Panelerne var som standard af enten imiteret sort marmormønster eller aluminium. En ny stærkere motor kunne fås til en god pris, hvilket førte til at næsten alle V70 Classic er udstyret med en 5-cylindret, 20-ventilet benzinmotor med 170 hk. Der blev dog også solgt et antal billigversioner med de gamle motorer med 126 og 140 hk. Der var egentlig ingen grund, eftersom prisen var næsten den samme som for den nye opdaterede og stærkere motor. Disse V70 Classic-modeller er i dag meget eftersøgte blandt folk som søger en billig, rummelig, sikker og god bil. V70 og V70 Classic findes både med manuel og automatisk gearkasse.
Det er kun V70 Classic som findes som 2000-model, hvad angår første generation af V70. Øvrige modeller af første generation som f.eks. T og T5 betegnes ikke af Volvo som 2000-modeller, på trods af at de blev bygget 1999 ud. Det var fordi at anden generation blev introduceret som 2000-model og Volvo vil ikke markedsføre de tidligere turbomodeller som 2000-modeller, hvilket de gjorde med V70 Classic.
V70 blev bygget på fabrikkerne i Gent i Belgien, Halifax i Canada og på Torslandafabrikken udenfor Göteborg.

### Motorer
| Model             | Effekt hk        | Drejningsmoment Nm / omdr. | Slagvolume cm³ | Motorkode | Motortype                                                      |
| ----------------- | ---------------- | -------------------------- | -------------- | --------- | -------------------------------------------------------------- |
| Benzinmotorer     |                  |                            |                |           |                                                                |
| 2.0               | 126              | 170 / 4800                 | 1984           | B5202 FS  | 5-cylindret benzinrækkemotor                                   |
| 2.5               | 144 (senere 140) | 206 / 3300                 | 2435           | B5252 FS  | 5-cylindret benzinrækkemotor                                   |
| GLT               | 170              | 220 / 3300                 | 2435           | B5254 S   | 5-cylindret benzinrækkemotor                                   |
| 2.0T              | 180              | 240 / 1800                 | 1984           | B5204 T2  | 5-cylindret benzinrækkemotor med lavtryksturbo                 |
| - 2.5T - 2.5T AWD | 193              | 270 / 1800                 | 2435           | B5254 T   | 5-cylindret benzinrækkemotor med lavtryksturbo                 |
| - 2.4T - 2.4T AWD | 193              | 270 / 1800                 | 2435           | B5244 T   | 5-cylindret benzinrækkemotor med lavtryksturbo                 |
| T5                | 225              | 310 / 2700                 | 1984           | B5204 T3  | 5-cylindret benzinrækkemotor med højtryksturbo                 |
| T5                | 240              | 330 / 2700                 | 2319           | B5234 T3  | 5-cylindret benzinrækkemotor med højtryksturbo                 |
| R AWD             | 250              | 340 / 2700                 | 2319           | B5234 T4  | 5-cylindret benzinrækkemotor med højtryksturbo (til 1998)      |
| R AWD             | 265              | 350 / 2500                 | 2435           | B5244 T2  | 5-cylindret benzinrækkemotor med højtryksturbo (fra 1999)      |
| Dieselmotor       |                  |                            |                |           |                                                                |
| TDI               | 140              | 290 / 1900                 | 2460           | D5252 T   | 5-cylindret dieselrækkemotor med turbo                         |
| Autogasmotor      |                  |                            |                |           |                                                                |
| Bi-Fuel           | 144              | 206 / 3600                 | 2435           | GB5252 S  | 5-cylindret metan/benzinrækkemotor (til biogas eller naturgas) |
| Bi-Fuel           | 140              | 192 / 3300                 | 2435           | B5244 SG  | 5-cylindret metan/benzinrækkemotor (til biogas eller naturgas) |

## Anden generation (2000−2007)
- I 2000 introduceredes anden generation af Volvo V70 baseret på den nye P2-platform som først blev brugt i Volvo S80 i 1998 og senere i S60, XC90 og et par Ford-modeller i USA. Modellen beholdte sine kerneværdier såsom sikkerhed, funktion og driftssikkerhed, men blev generelt frisket op på alle punkter i forhold til forgængeren. Til at begyndte med fandtes V70 kun med turbobenzinmotorerne 2.4T med 200 hk og T5 med 250 hk.
- Til modelåret 2001 udvidedes motorprogrammet med de to benzinsugemotorer på 2,4 liter med 140 hhv. 170 hk og en turbodieselmotor købt hos Audi og Volkswagen.
- I 2001 til modelåret 2002 introduceredes Volvos nye D5-motor, som var deres første egenudviklede commonrail-dieselmotor med 5 cylindre og et slagvolume på 2,4 liter, som ydede 163 hk og 340 Nm. Motoren fik god kritik for meget lidt dieselhakkeri, lavt lydniveau og lavt brændstofforbrug. Benzinmodellen med 140 hk kunne også konverteres til gasdrift med tilnavnet Bi-Fuel, med ekstra gastanke: CNG-modellen med højtrykstanke til metangas, eller den kortlivede LPG-model med lavtrykstanke til LPG.
- I 2003-modellen af V70 introduceredes firehjulstræk fra Haldex, som kunne kombineres med enten den nye 2.5T turbobenzinmotor med 210 hk (som afløste 2.4T) eller den nye D5-motor med 163 hk.
- 2004-modellen fik mindre kosmetiske opgraderinger, nye fælge og farver og nyt Volvo-emblem i rattet. V70 Sport edition introduceres, men antracitgrå lak kombineret med sølvlakerede lister og tagrælinger. Sport edition findes med 2.5T, T5 og D5. V70R AWD introduceres med 300 hk og 400 Nm, firehjulstræk, aktivt 4C-chassis med aktive støddæmpere samt omarbejdet og unikt interiør og eksteriør.
- 2005-modellen fik et omfattende facelift med lakerede plastdetaljer, nye forlygter, nye baklygter, sidespejle fra V70R, nye stødfangere foran og bagpå og opdateret interiør og nye el- og audiosystemer. Derudover kom der en ny T5-motor på 2,4 liter (tidligere 2,3) med 260 hk og 350 Nm (tidligere 250 hk og 330 Nm) og en ny D5-motor med 185 hk og 400 Nm. En 163 hk-version af den nye D5 benævnes 2.4D og en 126 hk-version som erstatter den gamle 2.4D, benævnes bare "D". T5- og D5-motorerne får den nye 6-trins manuelle M66-gearkasse som først kom i V70R, og som tåler drejningsmoment op til 400 Nm.
- I 2006-modellen fik AWD-systemet i V70R InstantTraction, hvilket gav hurtigere respons i Haldexkoblingen i firehjulstræksystemet ved start fra stillestående på skråninger. V70R AWD fik den nye 6-trins automatgearkasse fra S80 V8 AWD, hvilket muliggør det fulde drejningsmoment på 400 Nm mod før 350.
- 2007-modellen var det sidste modelår af V70. Nyt var, at sideblinklysene blev flyttet op i sidespejlene ligesom på anden generation af Volvo S80 og at bilen får tilnavnet CLASSIC i venten på afløseren. Visse biler produceret i 2007 er sendt på gaden som 2008-modeller (med et 8-tal i stelnummeret)

V70 findes også som SUV, Volvo XC70. Foruden frihøjden og firehjulstrækket er forskellene mest kosmetiske.
V70 blev bygget i Torslanda i Sverige og Gent i Belgien. Modellen fandtes i flere forskellige udførelser udover standard, blandt andet taxi og politibil.

### Motorer
| Model          | Byggeår     | Effekt hk | Drejningsmoment Nm / omdr. | Slagvolume cm³ | Motorkode | Motortype                                                      |
| -------------- | ----------- | --------- | -------------------------- | -------------- | --------- | -------------------------------------------------------------- |
| Benzinmotorer  |             |           |                            |                |           |                                                                |
| 2.0T           | 2000 − 2004 | 163       | 240 / 2200 − 4800          | 1984           | B5204 T   | 5-cylindret benzinrækkemotor med lavtryksturbo                 |
| 2.0T           | 2004 − 2007 | 180       | 240 / 2200 − 5000          | 1984           | B5204 T5  | 5-cylindret benzinrækkemotor med lavtryksturbo                 |
| 2.4            | 2001 − 2007 | 140       | 220 / 3300                 | 2435           | B5244 S2  | 5-cylindret benzinrækkemotor                                   |
| 2.4            | 2001 − 2003 | 170       | 230 / 4500                 | 2435           | B5244 S   | 5-cylindret benzinrækkemotor                                   |
| 2.4            | 2003 − 2007 | 170       | 225 / 4500                 | 2435           | B5244 S   | 5-cylindret benzinrækkemotor                                   |
| 2.4T/AWD       | 2000 − 2003 | 200       | 285 / 1800 − 5000          | 2435           | B5244 T3  | 5-cylindret benzinrækkemotor med lavtryksturbo                 |
| 2.5T/AWD       | 2002 − 2007 | 210       | 320 / 1500 − 4500          | 2521           | B5254 T2  | 5-cylindret benzinrækkemotor med lavtryksturbo                 |
| T5             | 2000 − 2004 | 250       | 330 / 2400 − 5200          | 2319           | B5234 T3  | 5-cylindret benzinrækkemotor med højtryksturbo                 |
| T5             | 2004 − 2007 | 260       | 350 / 2100 − 5000          | 2401           | B5244 T5  | 5-cylindret benzinrækkemotor med højtryksturbo                 |
| R AWD[1]       | 2004 − 2007 | 300       | 400 / 1950 − 5250          | 2521           | B5254 T4  | 5-cylindret benzinrækkemotor med højtryksturbo                 |
| R AWD[2]       | 2004 − 2006 | 300       | 350 / 1800 − 6000          | 2521           | B5254 T5  | 5-cylindret benzinrækkemotor med højtryksturbo                 |
| R AWD[3]       | 2006 − 2007 | 300       | 400 / 1950 − 5250          | 2521           | B5254 T4  | 5-cylindret benzinrækkemotor med højtryksturbo                 |
| Dieselmotorer  |             |           |                            |                |           |                                                                |
| TDI            | 2000 − 2001 | 140       | 290 / 1900                 | 2460           | D5252 T   | 5-cylindret dieselrækkemotor med turbo fra Volkswagen/Audi     |
| 2.4D           | 2001 − 2005 | 130       | 280 / 1750 − 3000          | 2401           | D5244 T2  | 5-cylindret dieselrækkemotor med turbo                         |
| D5/AWD         | 2001 − 2005 | 163       | 340 / 1750 − 3000          | 2401           | D5244 T   | 5-cylindret dieselrækkemotor med turbo                         |
| D              | 2005 − 2007 | 126       | 300 / 1750 − 2250          | 2400           | D5244 T7  | 5-cylindret dieselrækkemotor med turbo                         |
| 2.4D           | 2005 − 2007 | 163       | 340 / 1750 − 2750          | 2400           | D5244 T5  | 5-cylindret dieselrækkemotor med turbo                         |
| D5/AWD         | 2005 − 2007 | 185       | 400 / 2000 − 2750          | 2400           | D5244 T4  | 5-cylindret dieselrækkemotor med turbo                         |
| Autogasmotorer |             |           |                            |                |           |                                                                |
| Bi-Fuel CNG    | 2001 − 2007 | 140       | 192 / 4500                 | 2435           | B5244 SG  | 5-cylindret metan/benzinrækkemotor (til biogas eller naturgas) |
| Bi-Fuel LPG    | 2001 − 2002 | 140       | 214 / 4500                 | 2435           | B5244 SG2 | 5-cylindret LPG/benzinrækkemotor                               |

[1] Med manuel gearkasse

[2] Med 5-trins automatisk gearkasse

[3] Med 6-trins automatisk gearkasse

## Tredje generation (2007−2016)
Den tredje generation af V70 blev introduceret på Geneve Motor Show i marts 2007 som 2008-model. Den deler udseendet på fronten med anden generation af Volvo S80 og blandt andet er forskærmene, motorhjelmen og fordørene identiske. Bilen bygges ligesom S80 kun på Torslandafabrikken.
Tredje generation af V70 er i hovedsagen blevet taget godt imod af den svenske bilpresse, men bagpartiets udseende har fået kritik som f.eks. "for lig Mitsubishi Galant". Den nye V70 er blevet ramt af "børnesygdomme" i form af bl.a. elektriske fejl.
Volvo V70 2.0F havnede på andenpladsen efter Ford Mondeo i Vi Bilägares langturstest i 2008.

### DRIVe
Samtidig med introduktionen af DRIVe-versionerne af Volvo C30, S40 og V50 i foråret 2008 lovede Volvo at de i løbet af 2009 til modelåret 2010 vil lancere DRIVe-versioner af XC60 og V70.
I en pressemeddelelse den 24. februar 2009 gjorde Volvo det officielt, at V70 vil komme i en DRIVe-version som 2010-model med leveringsstart i efteråret 2009. Motoren blev den samme 1,6-liters dieselmotor som i C30, S40 og V50 DRIVe med 109 hk og et drejningsmoment på 240 Nm, og den er købt hos PSA Peugeot Citroën. Volvo lovede for V70 DRIVe et forbrug på 4,9 l/100 km og et CO2-udslip på 129 g/km.
I en pressemeddelelse den 1. februar 2010 blev det officielt, at V70 DRIVe ved hjælp af blandt andet bremseenergigenvinding kunne sænke CO2-udslippet til under 120 g/km, og dermed kan modellen klassificeres som miljøbil i Sverige. Volvo lovede herefter for V70 DRIVe et forbrug på 4,5 l/100 km og et CO2-udslip på 119 g/km.

### Opdaterede dieselmotorer i 2009
Den 17. februar 2009 udsendte Volvo en pressemeddelelse med information om de opdaterede versioner af D5 og 2.4D, som indtog Volvo S80, V70, XC70 og XC60 i 2009.
- Den nye D5-motor med 205 hk som blev introduceret i Volvo S80 sent i efteråret 2008 kom i V70 tidligt i foråret 2009 og nedsatte brændstofforbruget 6,7 l/100 km til 6,4 l/100 km.
- Den nye 2.4D-motor med 175 hk, som først blev nævnt i en pressemeddelelse om XC60 DRIVe kom også i de andre Volvo-modeller i foråret 2009. Brændstofforbruget for V70 2.4D er opgivet til 5,9 l/100 km mod før 6,7 l/100 km.

Den nye D5-motor med 205 hk findes også med firehjulstræk i V70.

### Motorer
| Model            | Byggeår     | Effekt hk / omdr. | Drejningsmoment Nm / omdr. | Slagvolume cm³ | Motorkode | Motortype                                                              |
| ---------------- | ----------- | ----------------- | -------------------------- | -------------- | --------- | ---------------------------------------------------------------------- |
| Benzinmotorer    |             |                   |                            |                |           |                                                                        |
| T4               | 2011 −      | 180 / 5700        | 240 / 1600 − 5000          | 1595           | B4164T    | 4-cylindret benzinrækkemotor med turbo og direkte indsprøjtning        |
| 2.0              | 2007 − 2010 | 145 / 6000        | 190 / 4500                 | 1999           | B4204S3   | 4-cylindret benzinrækkemotor                                           |
| 2.0T             | 2010 −      | 203 / 6000        | 300 / 1750 − 4000          | 1999           | B4204T6   | 4-cylindret benzinrækkemotor med turbo og direkte indsprøjtning        |
| T5               | 2011 −      | 240 / 5500        | 320 / 1800 − 5000          | 1999           | B4204T7   | 4-cylindret benzinrækkemotor med turbo og direkte indsprøjtning        |
| 2.5T             | 2007 − 2009 | 200 / 4800        | 300 / 1500 − 4500          | 2521           | B5254T6   | 5-cylindret benzinrækkemotor med lavtryksturbo                         |
| 2.5T             | 2009 − 2010 | 231 / 4800        | 340 / 1700 − 4800          | 2521           | B5254T10  | 5-cylindret benzinrækkemotor med lavtryksturbo                         |
| 3.2/AWD          | 2007 − 2010 | 238 / 6200        | 320 / 3200                 | 3192           | B6324S    | 6-cylindret benzinrækkemotor                                           |
| 3.2/AWD          | 2010 −      | 243 / 6400        | 320 / 3200                 | 3192           | B6324S5   | 6-cylindret benzinrækkemotor                                           |
| T6 AWD           | 2007 − 2010 | 285 / 5600        | 400 / 1500 − 4800          | 2953           | B6304T2   | 6-cylindret benzinrækkemotor med lavtryksturbo                         |
| T6 AWD           | 2010 −      | 304 / 5600        | 440 / 2100 − 4200          | 2953           | B6304T4   | 6-cylindret benzinrækkemotor med lavtryksturbo                         |
| Dieselmotorer    |             |                   |                            |                |           |                                                                        |
| 1.6D DRIVe       | 2009 − 2010 | 109 / 4000        | 240 / 1750                 | 1560           | D4164T    | 4-cylindret dieselrækkemotor med turbo fra PSA Peugeot Citroën (Euro4) |
| 1.6D DRIVe       | 2011 −      | 114 / 3600        | 270 / 1750 − 2500          | 1560           | D4162T    | 4-cylindret dieselrækkemotor med turbo fra PSA Peugeot Citroën (Euro5) |
| 2.0D             | 2007 − 2010 | 136 / 4000        | 320 / 2000                 | 1997           | D4204T    | 4-cylindret dieselrækkemotor med turbo fra PSA Peugeot Citroën (Euro4) |
| D3               | 2010 −      | 163 / 2900        | 400 / 1400 − 2850          | 1984           | D5204T2   | 5-cylindret dieselrækkemotor med turbo (Euro5)                         |
| 2.4D             | 2007 − 2009 | 163 / 4000        | 340 / 1750 − 2750          | 2400           | D5244T5   | 5-cylindret dieselrækkemotor med turbo (Euro4)                         |
| 2.4D             | 2009 − 2010 | 175 / 3000 − 4000 | 420 / 1500 − 2750          | 2400           | D5244T14  | 5-cylindret dieselrækkemotor med turbo (Euro4)                         |
| D5/AWD           | 2007 − 2009 | 185 / 4000        | 400 / 2000 − 2750          | 2400           | D5244T4   | 5-cylindret dieselrækkemotor med turbo (Euro4)                         |
| D5/AWD           | 2009 −      | 205 / 4000        | 420 / 1500 − 3250          | 2400           | D5244T10  | 5-cylindret dieselrækkemotor med totrinsturbo (Euro5)                  |
| Øvrige motorer   |             |                   |                            |                |           |                                                                        |
| 2.0F             | 2007 − 2010 | 145 / 6000        | 190 / 4500                 | 1999           | B4204S4   | 4-cylindret E85/benzinrækkemotor                                       |
| 2.5FT            | 2008 − 2009 | 200 / 4800        | 300 / 1500 − 4500          | 2521           | B5254T9   | 5-cylindret E85/benzinrækkemotor med lavtryksturbo                     |
| 2.5FT            | 2009 −      | 231 / 4800        | 340 / 1700 − 4800          | 2521           | B5254T11  | 5-cylindret E85/benzinrækkemotor med lavtryksturbo                     |
| 2.5FT AFV BiFuel | 2009 −      | 231 / 4800        | 340 / 1700 − 4800          | 2521           | B5254T11  | 5-cylindret metan/E85/benzinrækkemotor med lavtryksturbo               |